# Liriomyza diminuella
Liriomyza diminuella este o specie de muște din genul Liriomyza, familia Agromyzidae, descrisă de Spencer în anul 1961. Conform Catalogue of Life specia Liriomyza diminuella nu are subspecii cunoscute.